# إن جي سي 545 (مجرة)
NGC 545 هي مجرة محدبة تقع في كوكبة قيطس. تقع على مسافة حوالي 250 مليون سنة ضوئية من الأرض، مما يعني، بالنظر إلى أبعادها الظاهرة، أن NGC 545 يمتد على حوالي 180 ألف سنة ضوئية. اكتشفه ويليام هيرشل في 1 أكتوبر 1785. وهو عضو في مجموعة مجرات أبيل 194 وهو مدرج مع NGC 547 في أطلس المجرات الغريبة.